# 크리스 알렉산더
크리스 알렉산더(영어: Cris Alexander, 1920년 1월 14일 ~ 2012년 3월 7일)는 미국의 배우, 가수, 댄서, 디자이너, 사진가이다.